# Soprapporta

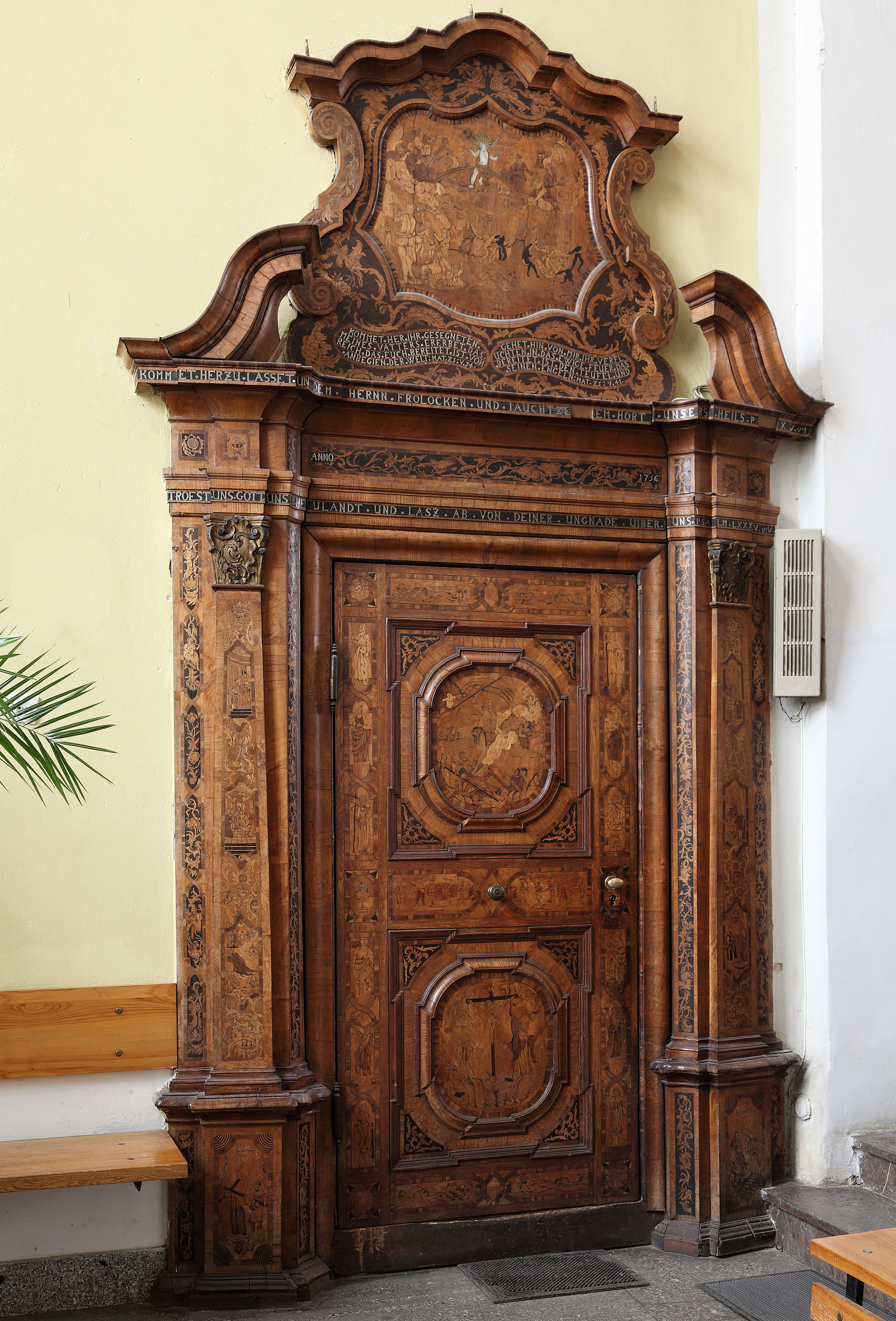
Sopraporta intarsiata a Toruń, Polonia

La soprapporta (o sovrapporta) è il termine architettonico usato per designare un dipinto, un bassorilievo o un pannello decorativo posizionato al di sopra di una porta, tipico degli stili barocco e rococò.
Viene realizzata per abbellire la parte sovrastante l'architrave delle porte interne di un palazzo e spesso assume la forma di un elemento architettonico, quale il bassorilievo o l'intaglio. Talvolta può avere la forma di un cartiglio, come nell'architettura del rococò, oppure può essere costituita da un ripiano modanato e fungere da supporto per vasi in ceramica, busti in marmo o semplici oggetti decorativi.
Quando è posizionato sopra la mensola di un camino prende il nome di caminiera.